# Marcel Ségaut
Pour les articles homonymes, voir Segaut.
Marcel Emmanuel Victor Ségaut, né le 9 avril 1908 à Paris 15e et mort le 14 mai 1973 à Montpellier, est un haut fonctionnaire et résistant français. 

## Biographie
Marcel Ségaut est le fils de Joseph Emmanuel Ségaut, rédacteur, et de Marie Brunet. Il est docteur en droit. Il effectue son service militaire en 1933-1934.

### Ses premiers postes
Son premier poste est celui de chef de cabinet du préfet de la Haute-Saône, en 1930. Le 21 mai 1935 il assure les mêmes fonctions auprès du préfet de la Corse, puis, à partir du 2 décembre 1936 du préfet des Hautes-Pyrénées. Il est nommé sous-préfet de Barcelonnette le 2 mars 1939.

### La guerre, la résistance
Il est mobilisé du 21 septembre 1939 au 25 août 1940. Le 16 novembre 1940 il est nommé secrétaire général des Hautes-Pyrénées. Il est sous-préfet de Langres le 11 avril 1942. Robert Chambeiron sert Jean Moulin, comme agent de liaison il rencontre un des cousins qui sera Marcel Ségaut [pas clair]. Il lui procurera les authentiques faux papiers que lui demandait Jean Moulin. En septembre 1942 Marcel Ségaut entre dans la clandestinité sous le nom de Paul Pasteur et devient adjoint de Jean Moulin en zone sud. Pierre Meunier, cousin de Marcel Ségaut, indique l’aide qu’il a apportée dans l’exercice de ses fonctions de sous-préfet : « je pensai tout de suite à mon cousin, Marcel Ségaut, qui venait d’être nommé sous-préfet de Langres. Robert et moi allâmes le voir et il nous procura de fausses cartes. »[pas clair]
 Le 21 mars 1943 il est nommé  sous-préfet de Sarlat mais ne rejoint pas son poste. Il est en conséquence mis en position de disponibilité avec retrait d’emploi.
À la fin de 1943 il est membre de la Délégation du Général de Gaulle en zone occupée. Il s'installe à Paris et, après l'arrestation de Jean Moulin, travaille avec son successeur à la tête du Conseil national de la Résistance (CNR), Georges Bidault. En mai 1944, il est mis à la disposition du Commissaire de la République de Toulouse.
Alors qu'il rejoint la région de Tarbes, il est grièvement blessé par une patrouille allemande. Il participe cependant le 24 août 1944 aux fêtes de la Libération.
Du 18 novembre 1944 au 29 décembre 1944, il est préfet de la Libération des Hautes-Pyrénées. En mars 1945 il est mis à la disposition du Commissaire de la République de Lyon pour diriger les services de rapatriement.

### À partir de 1945

#### Vie personnelle
Il se marie le 26 mai 1948 avec Germaine Roussel. Ils ont un fils, Claude Emmanuel, né le 9 juin 1953. 

#### Postes
Il est nommé préfet de l’Eure le 4 janvier 1946 mais il est mis en disponibilité dès le 21 janvier. Il est alors chargé de mission à l’Inspection générale des Services administratifs d’avril 1947 à mai 1948. Le 26 mai 1948, il est nommé préfet de Lot-et-Garonne, fonction qu'il occupe jusqu’à ce qu’il soit nommé préfet des Vosges, le 16 octobre 1951. Promu préfet hors-classe il est nommé directeur de l’Hygiène et de la Sécurité publique à la préfecture de police le 16 juin 1957. Il est préfet de l’Allier du 16 février 1963 au 16 septembre 1964, puis, le 26 octobre 1964 il est mis en position de congé spécial. Il conteste cette décision et introduit des recours, auprès du Conseil d’état qui lui donne raison. Il est admis à faire valoir ses droits à la retraite au 1er janvier 1970 et se retire alors à Montpellier. 
Marcel Ségaut est commandeur de la légion d’honneur, il a reçu la Médaille de la Reconnaissance française, et il officier du Mérite civil.

## Distinctions
- Commandeur de la Légion d'honneur (1963)

## Publications
Marcel Ségaut publie trois ouvrages, en utilisant comme pseudonyme son nom de résistant, Paul Pasteur :
- La Dictature des ronds-de-cuir , Vichy, éditions Sejam, 1965, 205 p.
- La Vie d'un savant, Henri Coanda , Vichy, éditions Sejam, 1967, 36 p.
- Chinoiseries de mandarins, Vichy, éditions Sejam, 1968, 228 p.